# Design for Manufacturing
Pour les articles homonymes, voir DFM.

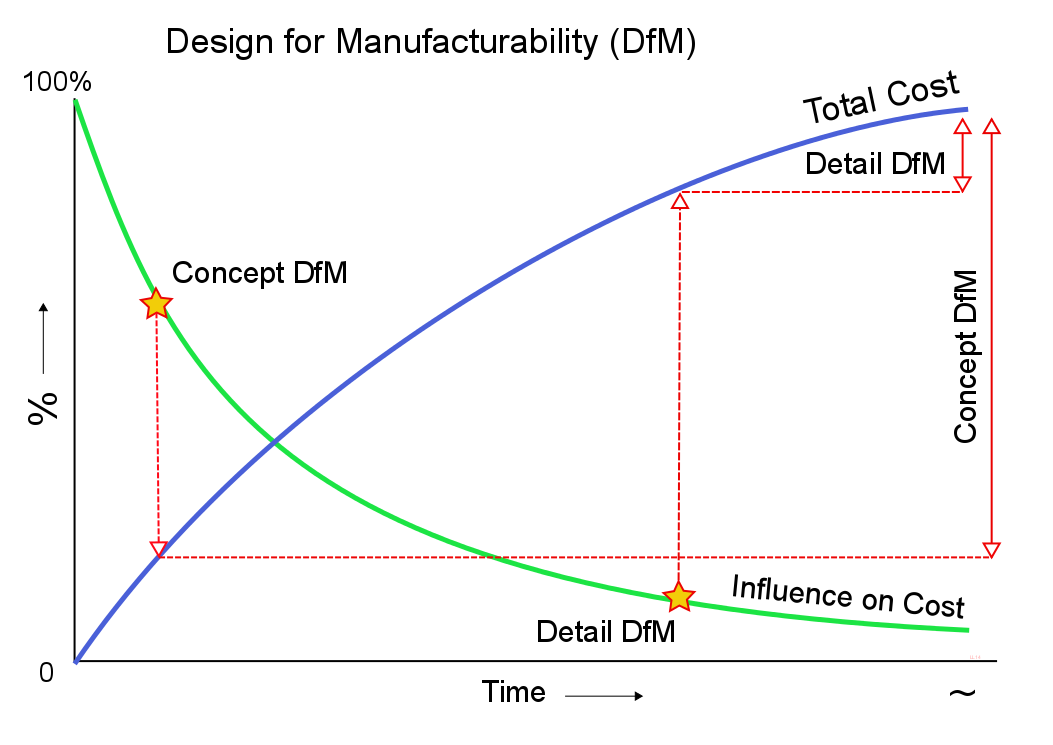
Visualisation du moment d'utiliser l'approche DFM dans la phase de conception.

DFM ou Design for Manufacturing ou encore Design for Manufacturability est l'ensemble des règles utilisées en électronique et tout particulièrement dans l'industrie des semiconducteurs afin de concevoir des composants qui puissent être facilement fabriquées. Par facilement fabriquées, on entend avoir un rendement élevé lors des séquences de test. En général, plus on respecte les règles de DFM, plus le produit a une durée de vie élevée[réf. nécessaire].
DFM a donné naissance à toute une série de D for something comme:
1. Design For Testability (DFT)
2. Design For Assembly (DFA)
3. Design For Maintainability (DFMaint)
4. Design For Services (DFS)

Pour cela, un sigle générique de DFX a été créé.
Le mot For peut être écrit en majuscule ou minuscule.
Il est évident qu'en mécanique, comme dans tout autre secteur industriel, on peut établir la liste des règles pour DFX.